# Občina Gorišnica
Občina Gorišnica je ena od občin v Republiki Sloveniji.

## Naselja v občini
Cunkovci, Formin, Gajevci, Gorišnica, Mala vas, Moškanjci, Muretinci, Placerovci, Tibolci, Zagojiči, Zamušani

## Zgodovina

### Kultura
- Dominkova domačija
- Domačija Sok in mlin